# Aumühle (Weil)
Aumühle ist einer von 14 amtlich benannten Ortsteilen der oberbayerischen Gemeinde Weil im Landkreis Landsberg am Lech.

## Geografie
Die Einöde liegt direkt am östlichen Ufer des Verlorenen Baches, der auch als Rohrbach bezeichnet wird. Die Ortschaft befindet sich etwa eineinhalb Kilometer östlich der Ortsmitte von Weil, auf einer Höhe von 573 m ü. NHN.

## Geschichte
Durch die zu Beginn des 19. Jahrhunderts im Königreich Bayern durchgeführten Verwaltungsreformen wurde der Ort zum Bestandteil der eigenständigen Landgemeinde Geretshausen. Zusammen mit dieser wurde er im Zuge der in den 1970er Jahren durchgeführten kommunalen Gebietsreform in Bayern am 1. Januar 1972 in die Gemeinde Weil eingegliedert. Im Jahr 1961 zählte die Aumühle neun Einwohner.

## Verkehr
Die Anbindung an das öffentliche Straßenverkehrsnetz erfolgt hauptsächlich durch die Kreisstraße LL 7, die von Weil her kommend am südlichen Ortsrand vorbeiführt und ostwärts nach Schwabhausen weiterverläuft.